# 共和黨「復興」
共和党“复兴”（俄语：Республика́нская па́ртия «Обновле́ние»），通称复兴，是德涅斯特河沿岸的一个政党。自2005年以来，它一直在当地立法机关最高议会中占据多数席位。

## 历史
该党最初成立于2000年，是一个非政府组织。后在2000年12月10日的最高议会选举中，它赢得了43个席位中的7席。
在2005年3月27日的地方议会选举中，该党参加了竞选，并在其五年历史上首次赢得了多数席位。 
2005年12月11日，该党相较于上一次选举结果取得了巨大胜利，赢得了最高议会的43个席位中的 23 个（此次选举还有6个席位被该党的盟友取得）。
自从2005年的选举以来，它就一直保持是最高议会的多数党。2005年该党在议会的领袖是瓦季姆·克拉斯諾謝利斯基和叶夫根尼·舍夫丘克。2005年12月该党在选举大获全胜后，后者被当选为议长（总统）。
该党于2006年6月正式从非政府组织注册为一个政党在2015年德涅斯特河沿岸议会选举中，复兴党在最高议会中多赢得了10个席位，从而巩固了多数派的地位。该党2016年总统选举候选人瓦迪姆·克拉斯诺谢尔斯基也取得了胜利，以62.3%的得票率击败了现任舍甫丘克。

## 选举结果

### 最高议会
| 年份 | 席次    | +/– | 政府地位 |
| ---- | ------- | --- | -------- |
| 2000 | 7 / 43  |     | 反对党   |
| 2005 | 23 / 43 | ▲16 | 多数党   |
| 2010 | 25 / 43 | ▲ 2 | 多数党   |
| 2015 | 35 / 43 | ▲10 | 多数党   |
| 2020 | 29 / 33 | ▼6  | 多数党   |

### 总统选举
| 选举年份 | 候选人                  | 投票数  | %     | 位次   | 结果   |
| -------- | ----------------------- | ------- | ----- | ------ | ------ |
| 2011年   | 阿纳托利·卡明斯基       | 44,071  | 19.67 | 第二   | 未当选 |
| 2016年   | 瓦迪姆·克拉斯诺塞尔斯基 | 157,410 | 62.30 | ▲第一  | 当选   |
| 2021年   | 瓦迪姆·克拉斯诺塞尔斯基 | 113,620 | 87.04 | ━ 第一 | 当选   |